# WSK Kraków
WSK Kraków (dawniej Wytwórnia Sprzętu Komunikacyjnego „PZL – Kraków”) – przedsiębiorstwo zajmujące się produkcją komponentów lotniczych, specjalną, układów chłodzenia dla różnych gałęzi przemysłu oraz geotermalnych pomp ciepła Vatra, założone w Krakowie w 1951 roku. 
Obecnie spółka posiada zakłady produkcyjne w Krakowie oraz Zabierzowie.

## Historia
Wytwórnia Sprzętu Komunikacyjnego „PZL – Kraków” powstała w Krakowie w roku 1951. Stworzona ona została z nowo wybudowanej Fabryki Wyrobów Blaszanych (popularnej „Blaszanki”). Nowa firma przejęła twórcze tradycje przemysłu metalowego Krakowa (głównie zakładów Zieleniewski i Artigraph). 
Od początku swego istnienia ściśle związana była z polskim przemysłem lotniczym i silnikowym.
Z początkowo niewielkiego asortymentu podstawowych wyrobów produkowanych w latach 1951-1955 dla przemysłu silnikowego: filtrów powietrza, wentylatorów, chłodnic rurkowo-płytkowych typu: woda-powietrze i oleje-powietrze oraz produkcji ubocznej jak np. piecyki łazienkowe, tokarki zegarmistrzowskie, w latach 1955-60 WSK uruchomiła i rozwinęła produkcję części i zespołów do silników lotniczych oraz ich osprzętu. Z podstawowych wyrobów lotniczych WSK produkowała w tym czasie części i zespoły z odkuwek i odlewów ze stopów lekkich, układy zapłonowe, układy chłodzenia oleju i inne.
W latach 1960–1965 WSK „PZL – Kraków”, jako jedyny producent w Polsce i krajach Europy Środkowo-Wschodniej, uruchomiła i rozwinęła produkcję siedmiu typów ośrodkowych wirówek oleju na licencji szwedzkiej firmy Alfa Laval dla potrzeb przemysłu okrętowego. Równocześnie podjęła produkcję ośrodkowych filtrów oleju i próbników wtryskiwaczy do silników wysokoprężnych.
W latach 1965–1970 została uruchomiona produkcja kilku typów pomp wody obiegowej na licencji firmy Henschel (Niemcy) i firmy Leyland (Anglia) – dla typoszeregu licencyjnych silników wysokoprężnych oraz własnej konstrukcji chłodnic wody i oleju do tych silników. Równocześnie podjęto produkcję własnej konstrukcji agregatów wirówkowych do regeneracji olejów transformatorowych dla potrzeb przemysłu energetycznego oraz produkcję chłodnic oleju i układów chłodzenia (tzw. wentylatorów) dla śmigłowców.
W latach 1970–1985, WSK Kraków specjalizowała się w całym zakresie wyżej wymienionych wyrobów, wprowadzając do produkcji ich nowe odmiany i zmodernizowane wersje – np. chłodnice taśmowo-rurkowe typu woda-powietrze, pompy wody obiegowej, samozasysające pompy wody zaburtowej, pompy oleju, ręczne pompy olejowe. Od 1994 roku firma rozpoczęła produkcję wymienników ciepła do ciągników rolniczych oraz samochodów dostawczych, nawiązując kolejno współpracę stałą z największymi odbiorcami krajowymi i zdobywając rynki Europy Środkowej. Równolegle uruchomiona została produkcja pomp wody do samochodów osobowych Mercedes Benz.
W roku 1992 Wytwórnia zmieniła nazwę na WSK Kraków S.A. i została sprywatyzowana, stając się Spółką Akcyjną ze 100% udziałem Skarbu Państwa. Następnie podjęto decyzję o przystąpieniu firmy do Programu Powszechnej Prywatyzacji. Proces prywatyzacji został zakończony w 1995 roku wniesieniem większościowego pakietu akcji spółki do XII Narodowego Funduszu Inwestycyjnego „Piast”. Pod koniec 2000 roku pakiet kontrolny akcji WSK Kraków S.A. został wykupiony przez prywatnego krakowskiego przedsiębiorcę.
W roku 2002 firma, po przejęciu Krakowskiej Fabryki Aparatów Pomiarowych MERA-KFAP, zmieniła nazwę na KFAP-WSK S.A. i weszła do struktury Grupy KCI S.A.
W 2006 r. WSK Kraków weszła w skład niezależnej grupy kapitałowej posiadającej wyłącznie polski kapitał, koncentrującej swe działania na rynku lotniczym, gazowniczym, motoryzacyjnym oraz odnawialnych źródeł energii.

## Ważniejsze produkty

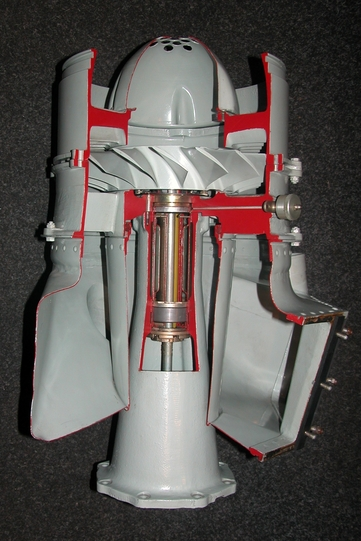
Wentylator 2-6331-00 przekrój

### Produkcja lotnicza
- wentylatory 2-6331-00 (W-2) oraz 2-6351-00 (W-3)

Wentylator jest głównym elementem układu chłodzenia śmigłowca, przeznaczonym do chłodzenia oleju silników i przekładni głównej, a także do chłodzenia prądnic, sprężarki i rur wydechowych oraz ogrzewania i wentylacji kabiny wszystkich odmian śmigłowców produkowanych przez WSK Świdnik, takich jak PZL W-3 Sokół (W-3A), Mi-2 i PZL Kania. Każdy wentylator podlega sprawdzeniu na specjalistycznym stanowisku do prób kontrolnych. Wentylatory zdatne są do eksploatacji w każdych warunkach klimatycznych. Wentylator 2-6351-00 jest stosowany w układzie chodzenia wszystkich wersji śmigłowca typu PZL W-3 Sokół, napędzanego silnikami PZL-10W, a wentylator 2-6331-00 wszystkich wersji śmigłowca typu Mi-2 oraz PZL Kania napędzanego silnikami: GTD‑350W, GTD-350W2 lub Allison 250-C20B.
- chłodnice sb 2795-0, sb 2796-0, 30.62.300.00, 30.62.400.00, 60.06.340.01, 60.06.350.00

Stosowane do chłodzenia oleju silnika i przekładni głównej w Śmigłowcach PZL W‑3 Sokół, Mi‑2, Mi-2 plus, PZL Kania i PZL SW-4. Wykonywane metodą spiekania rurek i taśm aluminiowych. Wszystkie chłodnice wyposażone są w specjalne zawory termostatyczne do sterowania przepływem oleju. Zawory Sb 2795-3-0, 30.62.330.00, 60.06.345.00 wykonane są z zastosowaniem elementów termoczułych na bazie miedzi i parafiny oraz precyzyjnych elementów miedzianych, mosiężnych, stalowych i gumowych. W zależności od zastosowanego termostatu, mogą pracować w zakresie temperatur od 40 – 130 °C.
- kolektor przewodów zapłonowych K6.21.206

Przeznaczony do tłokowego silnika lotniczego ASz-62, stosowanego do napędu samolotu typu An-2 i PZL M18 Dromader. W kolektorze są zamontowane przewody zapłonowe silnika, doprowadzające prąd z iskrownika do świec zapłonowych. Kolektor zapewnia bezawaryjna pracę układu zapłonowego silnika w każdych warunkach eksploatacji silnika.
- karter silnika lotniczego K6-01-106 i pokrywa reduktora 62.610.260.00

Przeznaczone do tłokowego silnika lotniczego ASz-62, stosowanego do napędu samolotu typu An-2 i PZL M18 Dromader. Karter wykonany z odkuwek ze stopu aluminium jest wyposażony w komplet kołków śrubowych służących do mocowania cylindrów silnika i osprzętu oraz tuleje stanowiące gniazda do montażu łożysk głównych wału silnika. Pokrywa jest wykonana z obrobionej cieplnie odkuwki ze stopu aluminium. W pokrywie są umieszczone zespoły kołków śrubowych do mocowania popychaczy i innych elementów reduktora oraz tuleja mocowania łożyska wału śmigła.
- inne części do tłokowego silnika lotniczego ASz-62

ekrany przewodów świec; przewody zapłonowe; zabezpieczenia nakrętek; urządzenia kontrolne; ekrany przewodów; uszczelki; podkładki zabezpieczające; rury ssące cylindrów; deflektory głowic oraz deflektory międzycylindrowe.
- chłodnice oleju  1106/Kr i 1107/Kr

Przeznaczone do chłodzenia oleju w silniku lotniczym stosowanym w samolotach An-2 i PZL M18 Dromader. Są to chłodnice typu ulowego, wyposażone w zawór redukcyjny zabezpieczający przed nadmiernym wzrostem ciśnienia w układzie olejowym. Jesteśmy jedynym producentem w Polsce tych chłodnic.
- filtr TCM-25 (62.602.122)

Służy do oczyszczania oleju z cząstek metalicznych o wielkości powyżej 5 μm i niemetalicznych powyżej 10 μm. Stosowany jest w silnikach ASz-62.

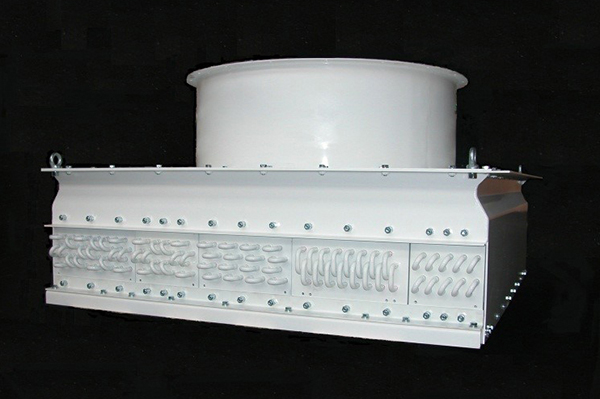
Chłodnica gazu

WSK Kraków jest jedynym producentem wymienionych wyrobów i ich osprzętu. Firma oferuje także pełny zakres napraw i remontów wyrobów.

### Produkcja dla sektora gazowniczego
- modułowe chłodnice gazu pracujące w temperaturach do 180 °C i przy ciśnieniu do 330 bar. Chłodnice mogą być kompletowane w zestawy, współpracujące z wielostopniowymi sprężarkami gazu, stosowanymi m.in. w stacjach sprężania i tłoczniach gazu ziemnego. Układy chłodzenia produkowane są między innymi dla Dresser-Wayne, General Electric oraz BRC Gas Equipment.

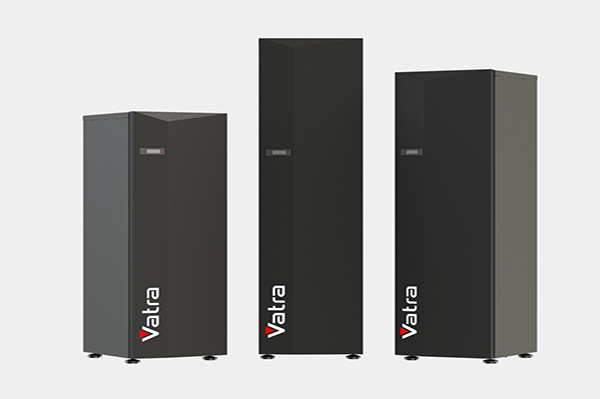
Kompaktowe pompy ciepła VATRA

### Odnawialne źródła energii
- Pompy ciepła VATRA – ekologiczne urządzenie grzewczo – klimatyzacyjne dla budownictwa jednorodzinnego, budynków wielkokubaturowych (szkoły, obiekty sakralne, hale przemysłowe, budynki biurowe, galerie handlowe) oraz zastosowań przemysłowych (baseny, wody kopalniane, oczyszczalnie ścieków, przemysł spożywczy)
- VATRA WWSH –  system odzysku ciepła dla oczyszczalni ścieków, górnictwa i innych zastosowań, obejmujący dostosowaną do specyfiki obiektu pompę ciepła VATRA, bezobsługowy, niewrażliwy na zmienność składu jakościowego ścieków, kanałowy wymiennik ciepła VATRA WWHE oraz kompletną automatyką sterującą systemem – VATRA LOGIC WWSH.
- VATRA WWHE – kanałowy wymiennik ciepła stosowany między innymi w kolektorach wypływowych w oczyszczalniach ścieków, odzysku ciepła z wód kopalnianych.

## Certyfikaty i system jakości
- ISO 9001:2008.

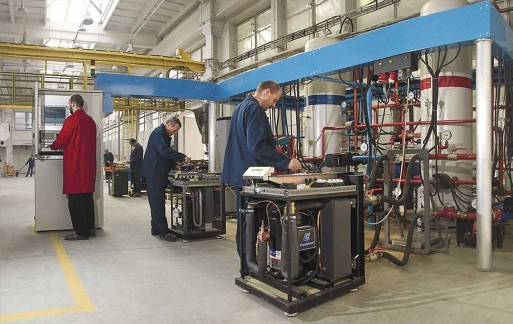
Stanowisko testowo-badawcze pomp ciepła VATRA

- AQAP 2110:2009 certyfikat potwierdzający spełnienie wymagań dla dostaw zgodnie ze standardami NATO.
- Natowski Kod Podmiotu Gospodarki Narodowej nr 0849H (NCAGE – NATO Commercial and Government Entity) – nadawany w ramach Systemu Kodyfikacyjnego NATO podmiotom gospodarki narodowej (PGN), których działalność gospodarcza związana jest z asortymentem wyrobów obronnych objętych Klasyfikacją Wyrobów Obronnych (KWO) lub świadczeniem usług na rzecz obronności.
- Wyroby dla branży paliwowej są projektowane i produkowane zgodnie ze standardami ASME, PED, ATEX, a wszystkie chłodnice podlegają szczegółowej kontroli na każdym etapie procesu produkcyjnego – od surowych materiałów aż do testów kompletnych wyrobów na posiadanych specjalistycznych stanowiskach badawczych.
- Pompy ciepła VATRA testowane są na unikalnym na skalę europejską stanowisku badawczo-testowym.